# 林鴻池
林鴻池（1955年8月22日—），中華民國政治人物，生於新北市平溪區，中國國民黨籍，曾任立法委員。

## 生平
林鴻池的父親是一名煤礦礦工，國小六年級時，父親罹患肺塵病，無法賺錢養家，林鴻池被迫寄居在親戚家中。接連考取臺北市立建國高級中學、國立成功大學，父親也在大三那年過世。畢業後，考取國立政治大學政治研究所，取得碩士學位。
在服完兵役後，1987年擔任臺北縣縣長林豐正的機要秘書，自此踏入公職。
林鴻池曾經和馬英九同時擔任國民大會代表。 
林鴻池自1992年起成立「林鴻池服務處暨法律咨詢服務中心」，後連任兩屆臺北縣板橋市市長，任期屆滿前即當選立法委員，專注於衛生、環保、勞工、社會福利等議題，2008年擊敗尋求連任的王淑慧；2012年再擊敗曾任汐止市市長的前立委周雅淑；2015年宣布不再競選連任，淡出政壇。
第七屆第五會期擔任中國國民黨立法院黨團書記長，任期間推動多項重大法案，包括海峽兩岸經濟合作架構協議（ECFA）、陸生來台三法、產業創新條例、農村再生條例、公務人員三法、工廠管理輔導法、工會法，更於臨時會期間，與黨籍立委以及民進黨團多次進行協調，最終獲得共識，將二代健保列為第六會期之優先法案，協商後決定99年12月3日、7日院會處理，也終於在一個月後完成二代健保通過實施，曾任中國國民黨副秘書長、政策會執行長（俗稱「大黨鞭」），2014年7月31日請辭「大黨鞭」。

## 家庭
其妻景玉鳳為律師，與林鴻池育有一女一子。

## 个人生活
林鴻池平日吃素。他說到：「素食不但讓我順利控制體重，還順利治好我每幾年就反覆發作的胃出血老毛病；但是更重要的是，吃素還可以對抗地球暖化。」

## 選舉紀錄
| 年度 | 選舉屆數               | 選舉區           | 所屬政黨   | 得票數  | 得票率 | 當選標記 | 備註 |
| ---- | ---------------------- | ---------------- | ---------- | ------- | ------ | -------- | ---- |
| 1991 | 第二屆國民大會代表選舉 | 臺北縣第二選舉區 | 中國國民黨 | 42,532  | 20.92% |          |      |
| 1996 | 第三屆國民大會代表選舉 | 臺北縣第二選舉區 | 中國國民黨 | 53,516  | 21.59% |          |      |
| 1998 | 第八屆板橋市市長選舉   | 臺北縣板橋市     | 中國國民黨 | 111,908 | 68.83% |          |      |
| 2002 | 第九屆板橋市市長選舉   | 臺北縣板橋市     | 中國國民黨 | 101,057 | 67.78% |          |      |
| 2004 | 第六屆立法委員選舉     | 臺北縣第一選舉區 | 中國國民黨 | 40,551  | 14.88% |          |      |
| 2008 | 第七屆立法委員選舉     | 臺北縣第六選舉區 | 中國國民黨 | 69,097  | 56.94% |          |      |
| 2012 | 第八屆立法委員選舉     | 新北市第六選舉區 | 中國國民黨 | 86,119  | 53.39% |          |      |

## 爭議
2013年5月31日，凌晨時分立法院「夜襲」通過《會計法第九十九條之一》修正案，擴大特別費除罪化範圍，並溯及既往，被外界質疑是為前立委顏清標量身訂做。根據《中央法規標準法》的規定，法令在總統公布的第三日生效，如果總統能在周一公告，最快周三顏清標等人就可以出獄，慢則約需兩周左右。朝野黨團共謀「夜襲」《會計法》，在會期最後一天接近凌晨時分突然完成三讀，各黨團黨鞭事前保密到家，不願多談；最後在媒體追問下，民進黨總召柯建銘、台聯總召林世嘉受訪表示意見。
2013年9月馬王政爭爆發，馬英九開除王金平黨籍，但臺北地方法院卻裁准王金平保留行使國民黨黨員職權的權利。對此國民黨中央政策會執行長林鴻池則說，其實保留黨員資格是否代表恢復立委及院長資格，其實法界還有爭議。所以下周二立院開議是誰主持，現在還很難說。不過林鴻池也說，下周一國民黨政策會舉辦的立法行政部門議事運作研討會，如果王金平還要去參加會很尷尬，因此他會想一個圓融的辦法與王金平溝通，希望他不要參加。

## 外部連結
- 劉寧顏編，《重修台灣省通志》，台北市，台灣省文獻委員會，1994年。
- 林鴻池官方Blog （页面存档备份，存于）
- 林鴻池個人臉書[永久]